# ایالت مون
ایالت مون (به Latin (disambiguation): Mon State) یک ایالت در کشور Burma است که در جنوب آن واقع شده‌است. مرکز این ایالت شهر Mawlamyine است.

## خصوصیات
ایالت مون ۱۲٬۱۵۵ کیلومترمربع مساحت و ۲٬۰۵۰٬۲۸۲ نفر جمعیت دارد.